# Thaloe ennery
Thaloe ennery är en spindelart som beskrevs av Antonio D. Brescovit 1993. Thaloe ennery ingår i släktet Thaloe och familjen spökspindlar. Inga underarter finns listade i Catalogue of Life.